# Groß-Bieberau
Groß-Bieberau là một thị xã ở huyện Darmstadt-Dieburg, bang Hessen, Đức. Đô thị Groß-Bieberau có diện tích 18,27 km². Đô thị này có cự ly 15 km về phía đông nam Darmstadt. Groß-Bieberau kết nghĩa với Millstadt, Illinois.